# Diaphanomyia aurea
Diaphanomyia aurea är en tvåvingeart som beskrevs av Townsend 1917. Diaphanomyia aurea ingår i släktet Diaphanomyia och familjen parasitflugor. Inga underarter finns listade i Catalogue of Life.